# 維克托·哈內斯庫
維克托·哈內斯庫（Victor Hănescu，1981年7月21日—），羅馬尼亞職業網球運動員。於2000年轉為職業選手。職業生涯最高世界排名第35位。他曾經在2005年的法國網球公開賽上獲得八強的成績。他獲得過8個單打冠軍頭銜。

## 外部連結
- 官方网站（罗马尼亚文）（英文）
- 維克托·哈內斯庫（英文/西班牙文）的官方資料
- 維克托·哈內斯庫的國際網球總會 職業／青少年 官方資料（英文）
- 維克托·哈內斯庫的官方資料（英文）